# Jüdische Gemeinde Kolín

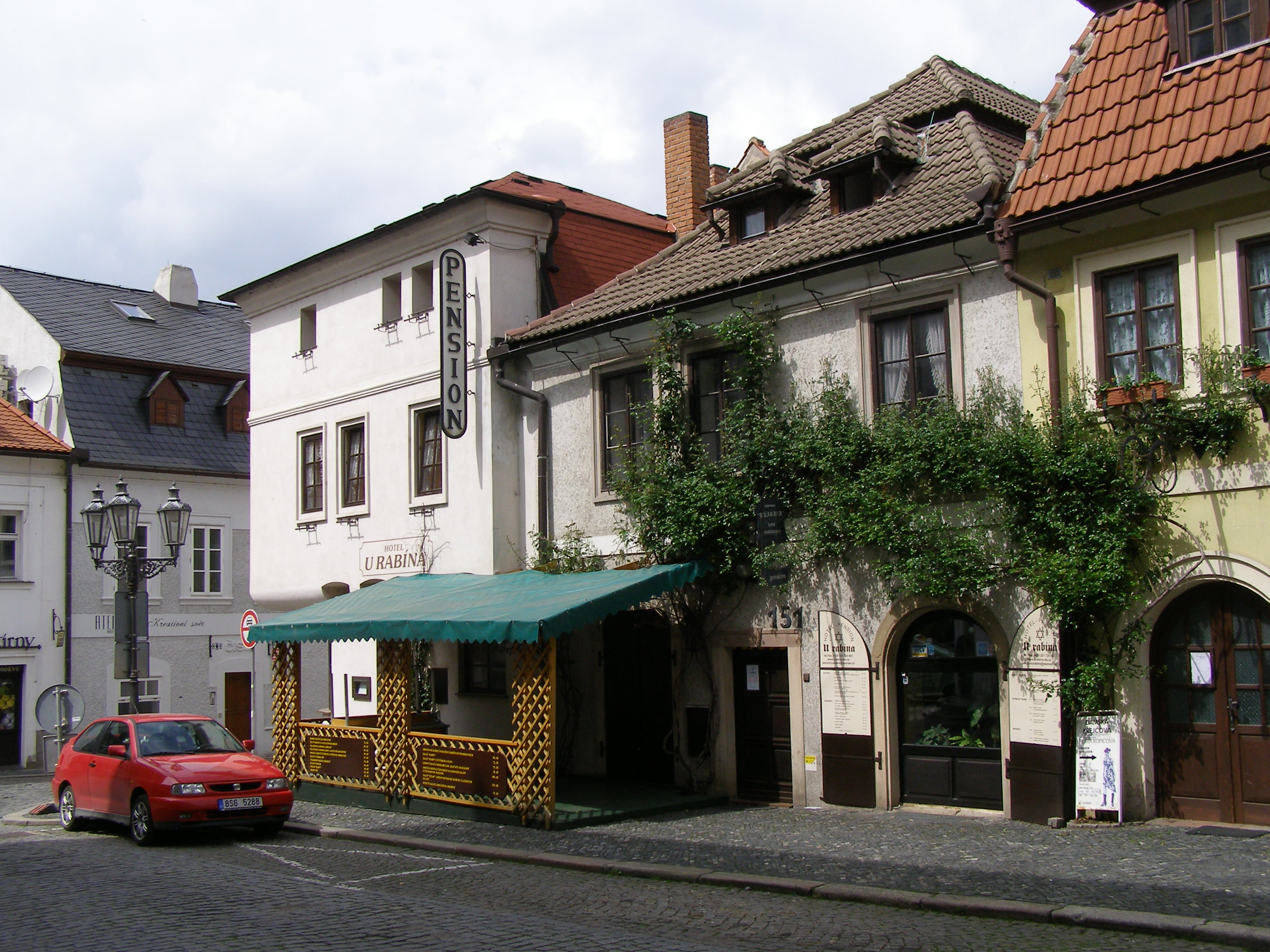
Das jüdische Ghetto in Kolín, hier Gasse Karoliny Světlé

Die jüdische Gemeinde (Kehillah) in Kolín (deutsch Kolin, älter auch Köln an der Elbe), einer Stadt im Bezirk Okres Kolín in Tschechien, besteht seit dem 14. Jahrhundert. Sie gehörte lange Zeit zu den größten und bedeutendsten jüdischen Gemeinden in Böhmen bzw. ab 1918 in der Tschechoslowakei.

## Geschichte der jüdischen Bevölkerung in Kolín
Die Anfänge der jüdischen Gemeinde in Kolín, die zu den ältesten und bedeutendsten jüdischen Gemeinden in der Geschichte Böhmens gezählt wird, reichen bis in das 14. Jahrhundert. Mit der genaueren Datierung gehen die Quellen jedoch etwas auseinander. Der Historiker Josef Vávra erwähnt, dass nach 1376 in den Stadtbüchern einige Juden genannt werden, der Kolíner Rabbiner Richard Feder, der Vávras Arbeit rezipiert, stellt diese Angaben nicht in Frage. Zuzana Věchetová erwähnt in ihrer Arbeit Quellen, in denen die Autoren auf mögliche Anfänge jüdischer Besiedlung in Kolín in der 1. Hälfte des 14. Jahrhunderts verweisen. Sie nennt hier weiterhin Eintragungen in den böhmischen Landtafeln (libri contractuum, tschechisch „zemské desky“), wonach 1377 über die Eigentumsverhältnisse einiger jüdischer Bewohner geschrieben wird (LC II). Ferner wird auf den Codex epistolaris Johannis regis Bohemiae hingewiesen, in dem sich ein Brief von 1339–1341 (bzw. 1346) befindet, gerichtet u. a. an die Verwaltung von Kolín, betreffend Steuerangelegenheiten dortiger Juden (diese Quelle ist jedoch seit Anfang des 20. Jahrhunderts verschollen).
Neben geschäftlichen Tätigkeiten beim Geldverleih und Handel begannen die Juden handwerklich tätig zu werden -zunächst für den unmittelbar eigenen Bedarf, zunehmend aber auch in Konkurrenz zu nicht-jüdischen Handwerkern. In Kolín lassen sich ein Waffenschmied Abraham und andere Handwerker nachweisen.
1541 entschied der König Ferdinand I., die böhmischen Städte „judenfrei“ zu machen; die Juden aus Kolín sollen 1542, angeführt vom Rabbiner Mojžíš Malostranský, nach Polen ausgewandert sein. Nachdem Ferdinands Nachfolger Maximilian II. 1564 die Ansiedlung jüdischer Bevölkerung wieder erlaubte, wurde die Gemeinde wiederbelebt: 1574 lebten in der Stadt 33 jüdische Familien, und um 1620 war die Gemeinde die zweitgrößte in Böhmen und zählte auch in der Folgezeit zu den wichtigsten des Landes. Ab 1917 arbeitete hier als Rabbiner Richard Feder, der dieses Amt bis 1953 (mit einer Unterbrechung 1942–1945) innehatte.

### Shoa
Nach der Errichtung des Protektorats Böhmen und Mähren wurde die jüdische Bevölkerung Kolíns in drei großen Transporten großflächig in Konzentrationslager deportiert, in den meisten Fällen über KZ Theresienstadt in das Vernichtungslager Auschwitz-Birkenau, der erste Deportationstransport nach Theresienstadt fand am 13. Juni 1942 statt (Transport AAb mit 744 Personen), der nächste am 9. Juni 1942 (Transport AAc mit 724 Personen), der letzte am 13. Juni 1942 (Transport AAd mit 734 Personen) mit insgesamt 2232 Personen. Die meisten von ihnen wurden in Auschwitz-Birkenau ermordet. Diese Zahl beinhaltet deportierte Juden aus dem ganzen damaligen Bereich des Oberlandrats von Kolín (mit mehreren politischen Bezirken), in dem der Gemeinde in Kolín eine zentrale Rolle für die Umsetzung der Anweisungen der Behörden des Protektorats zugeteilt wurde. Von diesen Deportierten überlebten knapp 140 Personen. Aus Kolín selbst wurden um 500 Personen deportiert, von denen nur wenige überlebten: auf dem neuen jüdischen Friedhof in Kolín wurde 1950 auf Betreiben des Rabbiners Feder ein Denkmal mit acht Gedenktafeln eingeweiht, auf den die Namen von 487 Opfern des Holocaust eingraviert sind, eine andere Quelle führt namentlich 480 Opfer an. Die Bemühungen des Rabbiners Feder, um 1939 eine größere Auswanderung von etwa 500 Juden in Kolín zu organisieren, scheiterte zum Teil am Unwillen ausländischer Behörden. Insgesamt geht man davon aus, dass etwa 96 Prozent der aus Kolín und Umgebung deportierten Juden ermordet wurden.

### Nach 1945
Nach Kriegsende gründete sich in Kolin wieder eine kleine jüdische Gemeinde. Einen großen Anteil daran trug der Rabbiner Richard Feder, der als einziger seiner Familie den Holocaust überlebt hatte. Er kehrte nach Kolín zurück, um die frühere Jüdische Gemeinde zu beleben. Nachdem er jedoch 1953 aus Kolín nach Brünn abgerufen worden war, löste die Gemeinde sich in den 1950er Jahren auf.
Nach 2008 wurden in Kolín mehrere Stolpersteine verlegt, teilweise war hier auch eine Schulinitiative beteiligt.

## Rabbiner der Gemeinde
Beinah übereinstimmend wird Rabbi Majer (auch als Meir genannt) als der erste Rabbiner in Kolin angeführt; sein Rabbinat soll von 1500 bis 1513 gedauert haben. Er wurde gefolgt von Samuel, und 1541 fiel das Amt auf Mojžíš Malostranský. In Kolín wirkten als Rabbiner auch bekannte Autoren und Theologen wie Eleazar Kalir (1782–1802) oder Benjamin Volf ha-Levi Boskovic (1802–1810). Ab dem 17. Jahrhundert war der Rabbiner in Kolín zugleich auch der Rabbiner in Kouřim.
Der letzte Rabbiner in Kolín war Richard Feder, der das Amt 1917 bis 1953 innehatte (mit einer Unterbrechung zwischen 1942 und 1945 – Haft im KZ Theresienstadt). Nach der Befreiung kehrte er nach Kolín zurück und versuchte, die damals sehr kleine jüdische Gemeinde, die aus einigen überlebenden Rückkehrern bestand, wiederzubeleben. 1953 wurde er jedoch nach Brünn verlegt.

## Entwicklung der jüdischen Bevölkerung
Die Einwohnerzahl der jüdischen Gemeinde in Kolín entwickelte sich wie folgt:
| Jahr    | Anzahl            | Anmerkung                                     |
| ------- | ----------------- | --------------------------------------------- |
| um 1390 | ca. 15 Familien   |                                               |
| 1504    | 300 Personen      |                                               |
| um 1575 | ca. 35 Familien   |                                               |
| 1718    | 138 Familien      |                                               |
| 1793    | 215 Familien      | alternativ: 251 Familien gleich 1169 Personen |
| 1854    | ca. 1700 Personen | ca. 23 Prozent der Bevölkerung                |
| 1872    | 247 Familien      |                                               |
| 1881    | 1148 Personen     |                                               |
| 1890    | 1075 Personen     | ca. 7 Prozent der Bevölkerung                 |
| 1900    | 806 Personen      |                                               |
| 1910    | 634 Personen      |                                               |
| 1921    | 482 Personen      |                                               |
| 1930    | 430 Personen      | ca. 2 Prozent der Bevölkerung                 |

1938 sind nach Kolín zahlreiche jüdische Familien aus dem Sudetenland geflüchtet.

## Persönlichkeiten
Der jüdischen Gemeinde in Kolín gehörten unter anderem folgende Persönlichkeiten an:
- Bernard Illovy (1812–1871), später orthodoxer US-amerikanischer Rabbiner
- Jacob Illowy (bis 1781), Rabbiner in Kolín 1746 bis 1781
- Bernhard Schlesinger (1773–1836), Dichter, Schriftsteller und Lehrer
- Josef Popper-Lynkeus (1838–1921), Sozialphilosoph, Erfinder und Schriftsteller
- Max Winder (1845–1920), Dichter
- Camill Hoffmann (1878–1944), Schriftsteller und Diplomat
- Robert Saudek (1880–1935), Schriftsteller und Graphologe
- Rudolf Saudek (1880–1965), Bildhauer und Graphiker
- Otokar Fischer (1883–1938), Übersetzer, Literaturwissenschaftler und Dramaturg